# バハマの軍事
王立バハマ国防軍（おうりつバハマこくぼうぐん、英：Royal Bahamas Defence Force、RBDF）は、バハマの軍事組織。
2023年時点で人員は1500人。
国家安全保障省の下、国防軍は海軍が主体となっており、これを補完する形でその他の部隊から成る。軍隊としての任務の他、他の行政機関を補佐する役割もあり、警察・消防・税関・入国管理・公衆衛生などの補助も行なっている。

## 歴史
1980年3月31日、議会法により公式に創設され、国家安全保障省傘下で活動する。バハマ国王にはチャールズ3世が君臨し、バハマ総督が国防軍司令官に就いている。
バハマ国防軍の戦闘行動は唯一、キューバに対して経験している。1980年5月10日にバハマ領海内で密漁していた2隻のキューバ籍漁船「フェロセム54（Ferrocem 54）」と「フェロセム165（Ferrocem 165）」を、「HMBS フラミンゴ（HMBS Flamingo）」が拿捕した。これに報復するため2機のMiG-21が領空侵犯し警備艇に対して銃撃した。キューバ機は23mm機関砲で警備艇を沈没させ、漂流していた乗組員に対しても発砲した。これにより4人が死亡し、艇長を含む15人が漁船に救助されラグド島ダンカン・タウンに到着する。
1980年7月、密猟者に有罪判決が言い渡され、キューバ当局にも責任があるとして事件の補償金1000万USドルが支払われる。
2019年、バハマ国家安全保障省は、国際放射線学会の労力によって、国家司令、制御、コミュニケーションをサポートするため、ドローン一連のUASアカデミーに於いて、スウィフト・エンジニアリング が世界25か国から選ばれ、就任することとなった。

## 組織
王立国防軍は厳密には海軍のみで構成される。1,000人近い規模を有し、イギリス連邦カリブ海諸国では有数の軍事力である。前述の通り、正規の陸軍部隊は存在せず、代わりに特殊部隊が設けられている。この内、海洋船舶に関連する作戦を担当する特殊作戦隊（Special Operations Unit）、水陸両用作戦を担当するコマンドー大隊（Commando Squadron）がある。
コマンドー大隊は約500人の規模から成り、イギリス海兵隊やアメリカ海軍特殊部隊シールズなどで訓練を受ける。空軍は無く、小規模な航空隊が存在するのみである。

## 階級
| 士官             |                           |  |
| 海軍代将         | Commodore                 |  |
| 海軍大佐         | Captain                   |  |
| 海軍中佐         | Senior Commander          |  |
| 軍医中佐         | Surgeon Commander         |  |
| 海軍少佐         | Commander                 |  |
| 海軍少佐         | Lieutenant Commander      |  |
| 海軍大尉         | Senior Lieutenant         |  |
| 海軍中尉         | Lieutenant                |  |
| 海軍副中尉       | Sub Lieutenant            |  |
| 副中尉代理       | Acting Sub Lieutenant     |  |
| 海軍士官候補生   | Midshipman                |  |
| 下士官および兵卒 |                           |  |
| 先任海曹長       | Force Chief Petty Officer |  |
| 海曹長           | Chief Petty Officer       |  |
| 下士官           | Petty Officer             |  |
| 上等水兵         | Leading Rate              |  |
| 技能水兵         | Able Rate                 |  |
| 水兵             | Marine Rate               |  |

## 装備

### 艦艇
2011年6月現在。『Jane's Fighting Ships 2011-2012』より。
過去に保有していた艦艇については「バハマ海軍艦艇一覧」を参照。
哨戒艇
- イナグア（P27 Inagua） - 1979年
- バハマ級×2

バハマ（P60 Bahamas） - 2000年
ナッソー（P61 Nassau） - 2000年
- プロテクター級×1

イエロー・エルダー（P03 Yellow Elder） - 1986年
- シー・アーク 40フィート型×2

P44-45
- シー・アーク 49フィート型×2

P48-49
- チャレンジャー型×4

P38-41
- ドーントレス型×2

P42-43
- ボストン・ホエール型×4

P110-113

### 航空機
- キングエア 350 × 1機
- セスナ404 × 1機
- パイパーPA-31 × 2機
- パルテナビアP.68
- シコルスキー S-70

### 陸戦兵器
- FN FAL
- M4カービン
- M101 105mm榴弾砲

## その他
国際活動
国際連合平和維持活動のために以下に派遣した実績がある。
- ハイチ：国際連合ハイチ・ミッション
- エルサルバドル：細部不明

駐留外国軍
- ガイアナ沿岸警備隊 - ニュープロビデンス島に海軍基地施設がある。